# Minyriolus
Minyriolus is een geslacht van spinnen uit de familie hangmatspinnen (Linyphiidae).

## Soorten
De volgende soorten zijn bij het geslacht ingedeeld:
- Minyriolus medusa (Simon, 1881)
- Minyriolus phaulobius (Thorell, 1875)
- Minyriolus pusillus (Wider, 1834)